# Yuan-Familie
Die Familie Yuan (traditionell 袁, vereinfacht 袁, Pinyin Yuán, W.-G. Yuan) war eine einflussreiche chinesische Familie aus Runan während der Han-Dynastie. Ihr bekanntester Vertreter dürfte der Verwalter Yuan Liang sein, der Verfasser des Buchs der Wandlungen.
Ihre einflussreiche Position genoss sie spätestens, seitdem Yuan An dreimal in Folge zum Minister des Überflusses ernannt worden war (unter den Kaisern Zhang und He). Seine Nachkommen erhielten sämtlich Fürstentitel, und sein Enkel Yuan Feng wurde Innenminister unter Kaiser Huan. Dessen Söhne Yuan Shao und Yuan Shu gingen nach dem Aufstand der Gelben Turbane getrennter Wege und wurden mächtige Warlords. Yuan Shu verbündete sich mit der Sun-Familie und begründete 197 Kraft des Kaiserlichen Siegels sogar eine eigene Dynastie, die jedoch recht kurzlebig war (bis 199). Yuan Shao führte 191 die Koalition gegen Dong Zhuo an und entwickelte sich neben Cao Cao zum mächtigsten Warlord im nördlichen China. Ihr Ringen entschied sich in der Schlacht von Guandu (200) jedoch zu Cao Caos Gunsten. Yuan Shao starb zwei Jahre später, und seine Söhne konnten keine Machtbasis mehr aufbauen.

## Stammtafel
- Yuan Liang (~ 25)
  - Yuan ?
    - Yuan An († 92)
      - Yuan Jing
      - Yuan Chang
        - Yuan Feng
          - Yuan Shao (154–202; verheiratet mit Frau Liu)
            - Yuan Tan (173–205)
            - Yuan Xi (176–207; verheiratet mit Zhen Luo)
            - Yuan Shang (177–207)

          - Yuan Shu (155–199)
            - Yuan Yao
            - Yuan Yin
            - eine Tochter (verheiratet mit Sun Quan)

        - Yuan Wei